# Harunobu Arima
Harunobu Arima (jap. 有馬 晴信 Arima Harunobu), także Protasius João, (ur. w 1567 w Hinoe, zm. 5 czerwca 1612) – japoński daimyō (pan feudalny), konwertowany na katolicyzm. Propagator chrześcijaństwa, a także europejskiej nauki i kultury na wyspie Kiusiu.

## Życiorys
Syn daimyō Yoshisady Arimy, który sprzyjał chrześcijaństwu. Po śmierci ojca, w wieku zaledwie 4 lat (1571) Harunobu Arima został naczelnikiem klanu Arima. Początkowo wyróżniał się wrogością wobec katolicyzmu, np. niszczył kościoły i krzyże i wyganiał misjonarzy ze swoich posiadłości. Jednak w obliczu zagrożenia ze strony sąsiedniego klanu, Arima zwrócił się o pomoc do jezuitów. Ks. Alessandro Valignano ochrzcił Harunobu Arimę w 1579, zmieniając mu imię na "Protasius", a podczas bierzmowania dodał drugie imię "João". Po konwersji Arima otrzymał broń palną i armaty od Portugalczyków, co pozwoliło mu zwyciężyć wrogów. 
W zamian za to Arima podarował Towarzystwu Jezusowemu wieś Urakami koło Nagasaki (dzisiaj jest to w większości katolicka dzielnica tego miasta). Założył również w swoich posiadłościach seminarium duchowne i ośrodek kształcenia nowicjuszy, w którym oprócz studiów teologicznych, uczono również muzyki europejskiej, malarstwa i rzeźby oraz wyrobu organów i zegarków. 
W 1582 Arima wraz z innymi katolickimi daimyō (Sōrin Ōtomo i Sumitada Ōmura) wysłał do Rzymu, do papieża, delegację młodych japońskich katolików (Misja Tenshō). Arima ignorował antychrześcijańskie edykty siogunów, otwarcie propagując chrześcijaństwo, np. w 1590 zorganizował ogólnokrajowe spotkanie misjonarzy jezuickich w Kazusa oraz zainstalował tam przywiezioną z Europy maszynę drukarską, na której wydrukowano japońskie tłumaczenie "Dzieł Świętych" (Sanctos no Gosagveono). Była to pierwsza drukowana japońska książka. Do 1612 wydrukowano ich wiele, lecz potem niemal wszystkie zostały zniszczone w okresie prześladowań religijnych. W 1604 Arima zbudował zamek Hara.
Chociaż konwersja Arimy była motywowana politycznie, to z czasem stał się on szczerym i gorliwym wyznawcą katolicyzmu. W 1586 Arima doświadczył wizji, w której dwaj aniołowie mieli mu zapowiedzieć odnalezienie "cudownego krzyża". Pół roku później pewien rolnik znalazł taki krzyż ("nie uczyniony ludzką ręką") w pniu drzewa, a Arima oprawił ten krzyż w kryształ. Krzyż, uznawany za cudowny, przyczynił się do licznych konwersji.
Następnie Arima popełnił szereg błędów politycznych, m.in. atakując portugalski statek i sprzymierzając się z siłami siogunatu oraz uczestnicząc w aferze korupcyjnej, sprowokowanej przez jego wrogów. Siogun Ieyasu Tokugawa skazał za to Arimę na wygnanie do odległej prowincji. Tam Arima otrzymał rozkaz popełnienia seppuku, jednak nie mógł tego zrobić, ponieważ samobójstwo jest zakazane w chrześcijaństwie. Zamiast tego Arima rozkazał słudze, aby ściął mu głowę. 
Po śmierci Harunobu Arimy władzę objął jego syn Naozumi Arima, który zaczął zwalczać katolicyzm. Od 1616 posiadłości Arimy przejął Shigemasa Matsukura, zwany przez chrześcijan "Diabłem", który zaczął jeszcze okrutniej ich prześladować.